# Bațmanî, Romnî
Bațmanî (în ucraineană Бацмани) este un sat în comuna Mali Bubnî din raionul Romnî, regiunea Sumî, Ucraina.

## Demografie
Componența lingvistică a localității Bațmanî
     Ucraineană (97,71%)
     Rusă (1,59%)
     Alte limbi (0,71%)
Conform recensământului din 2001, majoritatea populației localității Bațmanî era vorbitoare de ucraineană (97,71%), existând în minoritate și vorbitori de rusă (1,59%).